# 톰 심프슨

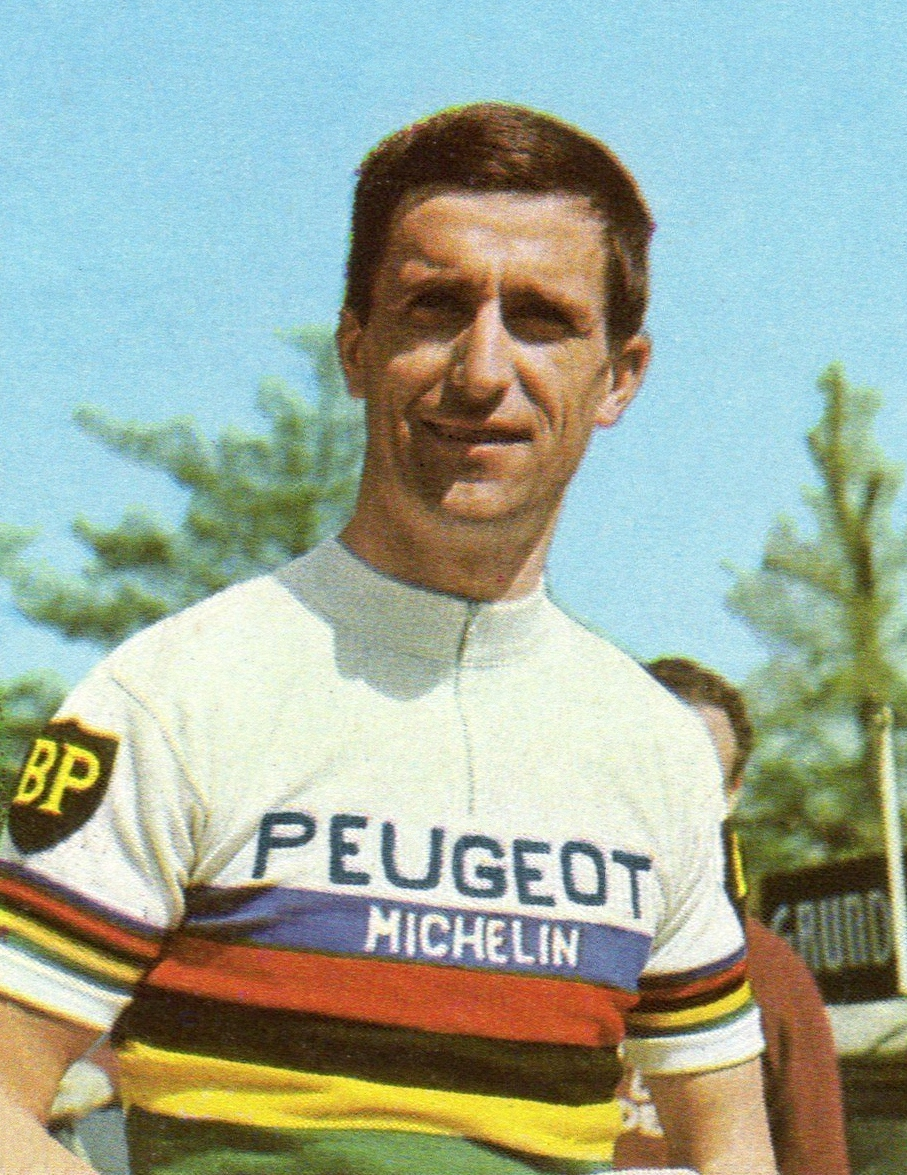
톰 심프슨 (1966년경)

톰 심프슨(영어: Tom Simpson, 1937년 11월 30일 ~ 1967년 7월 13일)은 영국의 자전거 경기 선수이다. 투르 드 프랑스 경기 도중 방투 산 지점에서 사망하였다.
1965년 BBC 올해의 스포츠인상 수상자이다.

## 같이 보기
- 올림픽 사이클 남자 메달리스트 목록